# Totemisme
Totemisme (afgeleid van het woord odoodem in de Ojibwe-taal) is een religieuze overtuiging die vaak geassocieerd wordt met sjamanistische religies. Het beschrijft een relatie van een volk of individu met betrekking tot een totem. Het totemisme kwam wereldwijd voor bij jagers en verzamelaars.
Het totemisme is een geheel van rites en geloofspunten die verband houden met dieren, planten, objecten en verschijnselen die als mythisch vertegenwoordiger en beschermgeest van de stam worden beschouwd: de "totems". De mens vereenzelvigde zich in grote mate met zijn totemdier of totemplant. Het totemisme evolueerde van wat in aanvang waarschijnlijk een jachtritueel was tot een aantal religieuze overtuigingen. Centraal in het totemisme was de overtuiging dat men (de groep, de clan, de stam, het individu) dezelfde essentie en/of een speciale relatie had met een (totem)dier, totem(plant) of een totemobject (zon, maan enzovoort). Het verschijnen van het boek 'The Worship of Animals and Plants' van Ferguson MacLennan in 1869 wordt als het begin van de studie van het totemisme beschouwd.
In Freuds visie kan het totemisme gezien worden als het resultaat van een traumatisch gebeuren in het eerste begin van de geschiedenis van de mensheid. De eerste mensen leefden in groepen onder controle van een vader, een sterke leider die de seksuele relaties met de vrouwen van de groep allemaal voor zich opeiste. De jonge mannen in de groep revolteerden tegen die houding van de leider en doodden hem, de vader. Zij aten hem op in de hoop zijn kracht te verkrijgen. Nadien voelden ze zich schuldig en wroeging. Om dergelijke zaken in de toekomst te voorkomen besloten ze om exogamie in te voeren. Zij sublimeerden hun vader en hij werd een totem. Van dan af doodt en vereert men de totem in rituelen/liturgische praktijken.